# Pueblonuevo del Guadiana
Pueblonuevo del Guadiana là một đô thị trong tỉnh Badajoz, Extremadura, Tây Ban Nha. Dân số 1.993 người và diện tích 29 km².

## Lịch sử
Thị xã là một cộng đồng được quy hoạch thành lập vào năm 1948, như là thành tựu của Kế hoạch Badajoz, và chính thức khánh thành vào năm 1956 bởi Francisco Franco. Nó là một trong những ngôi làng được thành lập bởi Instituto Nacional de Colonización trong thời Pháp thuộc Tây Ban Nha. 

## Địa lý
Pueblonuevo nằm giữa các thành phố Badajoz (24 km về phía tây) và Mérida (37 km về phía đông) và bên cạnh biên giới Tây Ban Nha với Bồ Đào Nha (40 km về phía tây Elvas). Nó nằm trên một đồng bằng, giàu kênh và đất nông thôn, giữa các con sông Alcazaba và Guadiana. 
Đô thị này là một phần của khu vực tư pháp của Badajoz, không có ấp và giáp với Badajoz, Valdelacalzada và Talavera la Real. Các khu định cư gần nhất là Alcazaba, Novelda del Guadiana, Guadiana del Caudillo, Talavera la Real, Balboa, Valdelacalzada và Villafranco del Guadiana. 